# Tema (película)
Tema (Тема) es una película cómica soviética de juicios germano-occidental de 1986 dirigida por Gleb Panfilov. Cuenta la historia de un dramaturgo egoísta que se cree artista, pero que permite que el sistema le obligue a escribir obras conformistas.
El film fue censurada en 1979. La versión completa no fue estrenada hasta 1986 y ganó el Oso de Oro en la Festival Internacional de Cine de Berlín de 1987.

## Argumento
El popular dramaturgo Kim Yesenin (Mikhail Ulyanov), acompañado de su amante (Natalya Seleznyova) y su amigo (Yevgeni Vesnik), llega a Suzdal en su GAZ Volga, en busca de temas históricos para su nueva obra. Atormentado por sus propios prejuicios y en plena crisis espiritual, se encuentra en Suzdal con la familia de su antigua maestra, María Alexandrovna (Yevgeniya Nechayeva), quien tiene nociones venerables y tradicionales de moralidad y honor. Kim intenta cortejar a Sasha (Inna Churikova), historiadora de arte y guía del museo local, alumna de Alexandrovna, pero ella le critica sin rodeos la mediocridad e inmoralidad de sus obras. Más tarde, Kim Yesenin presencia en secreto una conversación de despedida entre Sasha y su amante, apodado "El Hirsuto" (Stanislav Lyubshin). El Hirsuto es un científico y escritor frustrado que planea emigrar a Estados Unidos (en la escena de la despedida, Sasha grita: "¡¿Qué vas a hacer en este país?!").
Por la noche, Yesenin intenta partir hacia Moscú, pero cambia de opinión a mitad de camino, da la vuelta y choca su coche en la carretera resbaladiza. En la escena final, gravemente herido, llega a una cabina telefónica y llama a Sasha. Sin poder decirle nada sensato, Yesenin pierde el conocimiento. El teniente Sinitsyn (Sergey Nikonenko), que pasa por allí, lo recoge en su motocicleta con sidecar, y en este fotograma termina la película. Se desconoce el destino posterior de Yesenin.

## Reparto
- Mijail Uliánov como Kim Yesenin, escritor
- Inna Churikova como Sasha Nikolaeva, guía del museo
- Stanislav Lyubshin como Gravedigger, disidente y amigo de Sasha
- Yevgeni Vesnik como Igor Paschin, escritor
- Yevgeniya Nechayeva como Maria Alexandrovna
- Natalya Seleznyova como Svetlana, discípulo de Yesenin
- Sergey Nikonenko como Sinitsyn, policía

## Palmarés cinematográfico
Festival Internacional de Cine de Berlín
| Categoría                      | Resultado |
| ------------------------------ | --------- |
| Oso de Oro a la mejor película | Ganadora  |